# Terremoto de Loma Prieta
El terremoto de Loma Prieta de 1989, también conocido como el terremoto del '89 y el terremoto de la Serie Mundial, ocurrió en el Área de la Bahía de San Francisco de California el martes 17 de octubre de 1989 a las 17:04 hora local (00:04 UTC del 18 de octubre). Causado por un deslizamiento en la falla de San Andrés, el terremoto duró aproximadamente 15 segundos y marcó 6,9 en la escala sismológica de magnitud de momento (la magnitud de la onda superficial midió 7.1). A causa del terremoto fallecieron 63 personas en la zona norte de California, 3.757 personas fueron heridas y entre 8000 a 12.000 personas quedaron sin hogar.
El terremoto ocurrió durante el calentamiento para el tercer juego de la Serie Mundial de 1989, que por coincidencia figuró ambos equipos del área de la Bahía de las Grandes Ligas de Béisbol, los Oakland Athletics y los San Francisco Giants.
Este terremoto fue el primero en los Estados Unidos que fue emitido en la televisión en directo.

## Antecedentes
La historia de las investigaciones de terremotos en California se ha centrado en gran medida en el sistema de la falla de San Andrés, debido a su fuerte influencia en el estado como límite entre la placa del Pacífico y la placa Norteamericana; es la falla más estudiada en el mundo. Andrew Lawson, geólogo de la Universidad de California en Berkeley, había nombrado la falla en honor al lago San Andrés (antes de que ocurriera el terremoto de San Francisco de 1906) y luego dirigió una investigación sobre ese evento. La falla de San Andrés se fracturó a lo largo de 470 km durante el sismo de 1906, tanto al norte de San Francisco como al sur en la región de los montes de Santa Cruz. Antes de 1989, se habían hecho públicos varios pronósticos a largo plazo de una gran sacudida a lo largo de la falla de San Andrés en esa área (el evento y sus réplicas ocurrieron dentro de una brecha sísmica reconocida), pero el terremoto que ocurrió no fue lo que se había anticipado. El evento de Loma Prieta de 1989 se originó en una falla inversa de deslizamiento oblicuo no descubierta que se encuentra adyacente a la falla de San Andrés.

## Pronósticos
Dado que se habían presentado muchos pronósticos para la región cercana a Loma Prieta, el evento de octubre de 1989 no tomó por sorpresa a los sismólogos. Entre 1910 y 1989 se anunciaron 20 pronósticos muy diferentes, algunos de los cuales eran muy específicos y cubrían múltiples aspectos de un evento, mientras que otros eran menos completos y vagos. Con un evento Mw 6.5 en el segmento de San Juan Bautista, o un evento Mw 7 en el segmento de la Península de San Francisco, el sismólogo del Servicio Geológico de Estados Unidos (USGS), Allan Lindh pronosticó en 1983 una longitud de ruptura de 40 km (comenzando cerca de Pajaro Gap, y continuando hacia el noroeste) para el segmento de San Juan Bautista casi igualó la longitud real de la ruptura del evento de 1989. En 1988 se presentó un pronóstico actualizado, momento en el que Lindh aprovechó la oportunidad para asignar un nuevo nombre al segmento de San Juan Bautista: segmento Loma Prieta.
A principios de 1988, el Grupo de Trabajo sobre Probabilidades de Terremotos de California (WGCEP) hizo varias declaraciones sobre sus pronósticos para el segmento norte de 360 km de la falla de San Andrés, el segmento de 90 km de la península de San Francisco y una parte de 30 a 35 km de ese mismo segmento que fue denominado segmento sur de los montes de Santa Cruz. La probabilidad a treinta años de uno o más terremotos de Mw 7 en el área de estudio se estimó como del 50%, pero debido a la falta de información y la baja confianza, se asignó una probabilidad del 30% al segmento sur de los montes de Santa Cruz. Dos terremotos moderados, denominados terremotos del lago Elsman por el USGS, ocurrieron en la región de los montes de Santa Cruz en junio de 1988 y nuevamente en agosto de 1989. Después de cada evento, la oficina estatal de Servicios de Emergencia emitió (por primera vez en la historia del Área de la Bahía) avisos a corto plazo para un posible gran terremoto, lo que significaba que había «una probabilidad ligeramente mayor de un evento Mw 6.5 en el segmento de los montes de Santa Cruz de la falla de San Andrés». Los avisos posteriores a los dos eventos del lago Elsman se emitieron en parte debido a las declaraciones hechas por WGCEP y porque fueron dos de los tres mayores terremotos ocurridos a lo largo de la zona de ruptura del terremoto de 1906 desde 1914.

## Premonitores
Los eventos ML 5.3 de junio de 1988 y ML 5.4 de agosto de 1989 también ocurrieron en fallas inversas oblicuas previamente desconocidas y estaban a 4.8 km del epicentro del sismo principal Mw 6.9 de Loma Prieta, cerca de la intersección de las fallas de San Andrés y Sargent. El desplazamiento total de estos sismos fue relativamente pequeño (aproximadamente 100 mm de deslizamiento de rumbo y sustancialmente menor de deslizamiento inverso) y, aunque ocurrieron en fallas separadas y mucho antes del sismo principal, un grupo de sismólogos los consideró como sismos premonitores por el cuándo y dónde ocurrieron en relación con el sismo principal. Se examinó de cerca la secuencia de réplicas de cada evento y su efecto sobre el decrecimiento en la tensión, y su estudio indicó que los sismos afectaron el proceso de ruptura del sismo principal. Después del terremoto del 8 de agosto de 1989, en previsión de un gran terremoto que se avecinaba, el personal de la Universidad de California en Santa Cruz (UCSC), desplegó cuatro acelerómetros en el área, que se ubicaron en el campus de la UCSC, dos residencias en Santa Cruz y una casa en Los Gatos. A diferencia de otros sismógrafos cercanos (de alta ganancia) que fueron sobrepasados (llevados fuera de escala) por el sismo principal de gran magnitud, los cuatro acelerómetros capturaron un registro útil del sismo principal y más de media hora de la actividad de la réplica inicial.
El sismo del 27 de junio de 1988 se produjo con una intensidad máxima de VI (fuerte). Sus efectos incluyeron ventanas rotas en Los Gatos y otros daños leves en Holy City, donde se observó un aumento del flujo en un pozo de agua. Más allá de los montes de Santa Cruz, pedazos de concreto cayeron de una estructura de estacionamiento en Sunnyvale Town Center, un centro comercial de dos niveles en el condado de Santa Clara. Daños más moderados resultaron del sismo del 8 de agosto de 1989 (intensidad VII, muy fuerte) cuando se cayeron chimeneas en Cupertino, Los Gatos y Redwood Estates. Otros daños incluyeron paredes y cimientos agrietados y tuberías subterráneas rotas. En la oficina del administrador de la ciudad de Los Gatos, se rompió una ventana que también se había roto en el sismo anterior. También en Los Gatos, un hombre murió al caer o saltar por una ventana e impactar el suelo cinco pisos más abajo.

## Terremoto
El terremoto de Loma Prieta recibió su nombre del pico Loma Prieta en los montes de Santa Cruz, que se encuentra justo al este del epicentro del sismo principal. La duración de la sacudida más intensa en los montes de Santa Cruz fue de unos 15 segundos, pero las fuertes grabaciones de movimientos del suelo revelaron que la duración del temblor no fue uniforme en toda el área afectada (debido a los diferentes tipos y grosores de suelo). En sitios con terreno rocoso, la duración fue más corta y el temblor mucho menos intenso, y en lugares con suelo no consolidado (como el Marina District, en San Francisco o el Viaducto Cypress Street en Oakland) la intensidad del temblor fue más severa y extensa. Los fuertes registros de movimiento también permitieron determinar la falla causante: la ruptura estaba relacionada con el sistema de la falla de San Andrés.
Mientras que una gran franja de territorio relativamente cerca del epicentro (incluidas las ciudades de Los Gatos, Santa Cruz y Watsonville) registraron una intensidad de Mercalli de VIII (grave), más hacia el norte, algunas partes de San Francisco registraron una intensidad de IX (violenta). A más de 70 km de distancia, el área de la Bahía de San Francisco registró aceleraciones horizontales máximas que llegaron a 0.26 g, y cerca del epicentro alcanzaron un máximo de más de 0.6 g. De manera general, la ubicación de las réplicas del evento delinearon la extensión de la falla, que según el sismólogo Bruce Bolt, se extendió alrededor de 40 km de longitud. Debido a que la ruptura tuvo lugar bilateralmente, la duración del fuerte sismo fue de aproximadamente la mitad de lo que habría sido si el rompimiento hubiera sido en una sola dirección. La duración de un sismo típico de Mw 6.9 con una longitud comparable, habría sido de aproximadamente el doble.

### Características

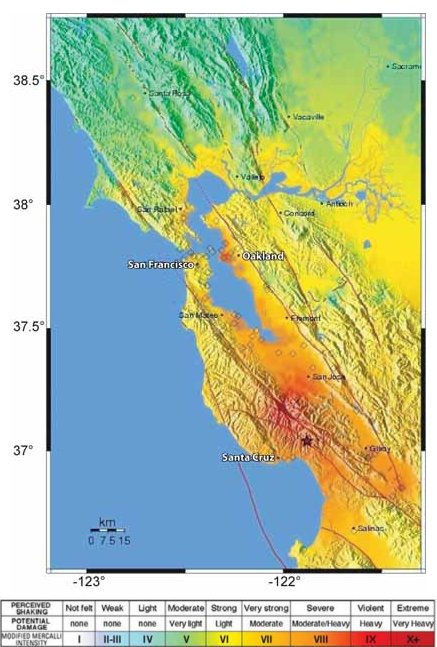
Mapa del USGS que muestra la intensidad del sismo principal

Bregory Beroza, sismólogo de la Universidad Stanford, apuntó varias diferencias respecto a los sismos de 1906 y 1989. Cerca de Loma Prieta, la ruptura de 1906 fue más superficial, tuvo un mayor desplazamiento y ocurrió en una falla casi vertical. La ruptura por deslizamiento oblicuo del sismo de 1989 se produjo a 10 km o menos en un plano de falla que descendía 70º hacia el suroeste. Debido a que gran parte del desplazamiento de 1989 ocurrió a mayor profundidad y la ruptura se propagó hacia arriba, Beroza propuso que la falla de San Andrés suprayacente en realidad inhibió una mayor ruptura y también sostiene que la ocurrencia de un sismo en el lugar que fue pronosticado por el WGCEP en 1988 fue coincidente.
Los sismólogos Hiroo Kanamori y Kenji Satake examinaron las características contrastantes de los eventos de 1906 y 1989. La importante cantidad de desplazamiento vertical en 1989 fue un aspecto clave a considerar porque una secuencia a largo plazo de eventos del tipo de 1989 (con un intervalo de recurrencia de 80 a 100 años) normalmente resulta en regiones con un alto relieve topográfico, que no se ve en los montes de Santa Cruz. Se presentaron tres escenarios que podrían explicar esta disparidad. La primera es que la geometría de la falla de San Andrés pasa por una transición cada varios miles de años. En segundo lugar, el tipo de deslizamiento puede variar de un evento a otro. Y, por último, el evento de 1989 no ocurrió en la falla de San Andrés.

### Efectos del suelo
Si bien los efectos de una sequía de cuatro años limitaron el potencial de deslizamientos de tierra, el terreno empinado cerca del epicentro era propenso al movimiento y es posible que se hayan producido hasta 4000 deslizamientos de tierra durante el evento. La mayoría de los deslizamientos ocurrieron al suroeste del epicentro, especialmente a lo largo de carreteras tajeadas en los montes de Santa Cruz y en el área de Summit Road, pero también a lo largo de los acantilados de la costa del Pacífico y tan al norte como la península de Marin. La ruta estatal 17 estuvo bloqueada durante varias semanas por un gran deslizamiento y una persona murió por un desprendimiento de rocas en la costa. Otras áreas con ciertas condiciones del suelo fueron susceptibles a la amplificación del emplazamiento debido a los efectos de la licuefacción, especialmente cerca de la costa de la bahía de San Francisco (donde sus efectos fueron severos en el Marina District) y al oeste del epicentro cerca de ríos y otros cuerpos de agua. También se observó una expansión lateral menor a lo largo de las costas de la bahía de San Francisco y hacia el sur cerca de la bahía de Monterrey. Otros efectos del suelo incluyeron movimientos cuesta abajo, asentamientos y grietas en el suelo.

### Heridos y fallecidos

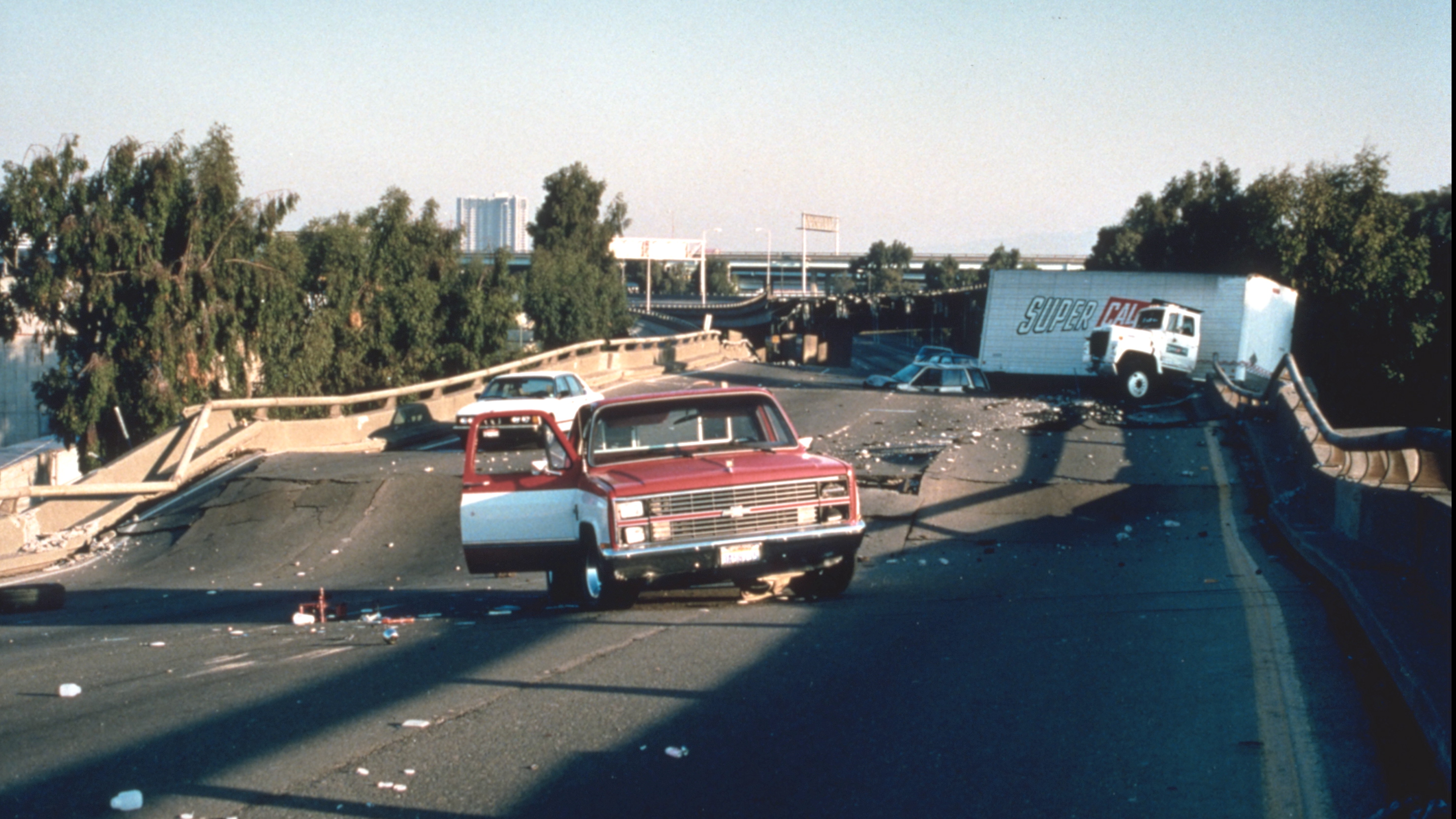
Colapso del nivel superior de la autopista Nimitz sobre el nivel inferior.

Cincuenta y siete de las muertes fueron causadas directamente por el terremoto; se determinaron seis más como indirectas. Además, hubo 3757 heridos como resultado del terremoto, 400 de ellos de gravedad. El mayor número de muertes, cuarenta y dos, ocurrieron en la ciudad de Oakland por el colapso del viaducto de Cypress Street, en la autopista Nimitz (interestatal 880), donde el nivel superior de una sección de dos pisos colapsó, aplastando a los vehículos en el nivel inferior y causando colisiones en el nivel superior. Una sección de 15 m del puente de la bahía San Francisco–Oakland también colapsó, provocando la muerte de una mujer de 23 años. Tres personas murieron en el colapso de edificaciones a lo largo del Pacific Garden Mall, en Santa Cruz, y cinco más fallecieron en el colapso de un muro de mampostería en Bluxome Street, en San Francisco.
Cuando se produjo el terremoto, el tercer juego del campeonato de la Serie Mundial de 1989 estaba a punto de comenzar. Por la inusual circunstancia de que ambos equipos pertenecían al área afectada (los San Francisco Giants y los Oakland Athletics), muchas personas habían salido temprano del trabajo, o se quedaban hasta tarde para ver el partido con compañeros de trabajo y en festejos posteriores. Como consecuencia, las autopistas normalmente concurridas, tenían un tráfico inusualmente ligero. Si el tráfico hubiera sido el normal para un horario pico de martes, los heridos y fallecimientos hubieran sido mayores. Los primeros reportes de los medios no tuvieron en cuenta el efecto del partido en el tráfico y estimaron inicialmente en 300 el número de muertos, cifra que se corrigió a 63 los días después del terremoto.

### Perturbaciones magnéticas
Después de que ocurrió el terremoto, un grupo liderado por Antony C. Fraser-Smith de la Universidad Stanford, reportó que el evento fue precedido por perturbaciones en el ruido del campo magnético de fondo medido por un sensor colocado en Corralitos, cerca de 7 km del epicentro. El 5 de octubre, informaron que se midió un aumento sustancial del ruido en el campo de frecuencia 0.01–10 Hz. El instrumento de medición era un magnetómetro de bobina de búsqueda de un solo eje que se utilizaba para investigaciones de baja frecuencia. Los aumentos precursores del ruido aparentemente comenzaron unos días antes del terremoto, y el ruido en el rango de 0,01 a 0,5 Hz alcanzó niveles excepcionalmente altos unas tres horas antes del terremoto. El informe de Fraser-Smith sigue siendo una de las afirmaciones más citadas sobre un precursor de un terremoto específico; estudios más recientes han puesto en duda la conexión, atribuyendo las señales de Corralitos a una perturbación magnética no relacionada o, incluso más simplemente, a un mal funcionamiento del sistema de sensores.

## Daños

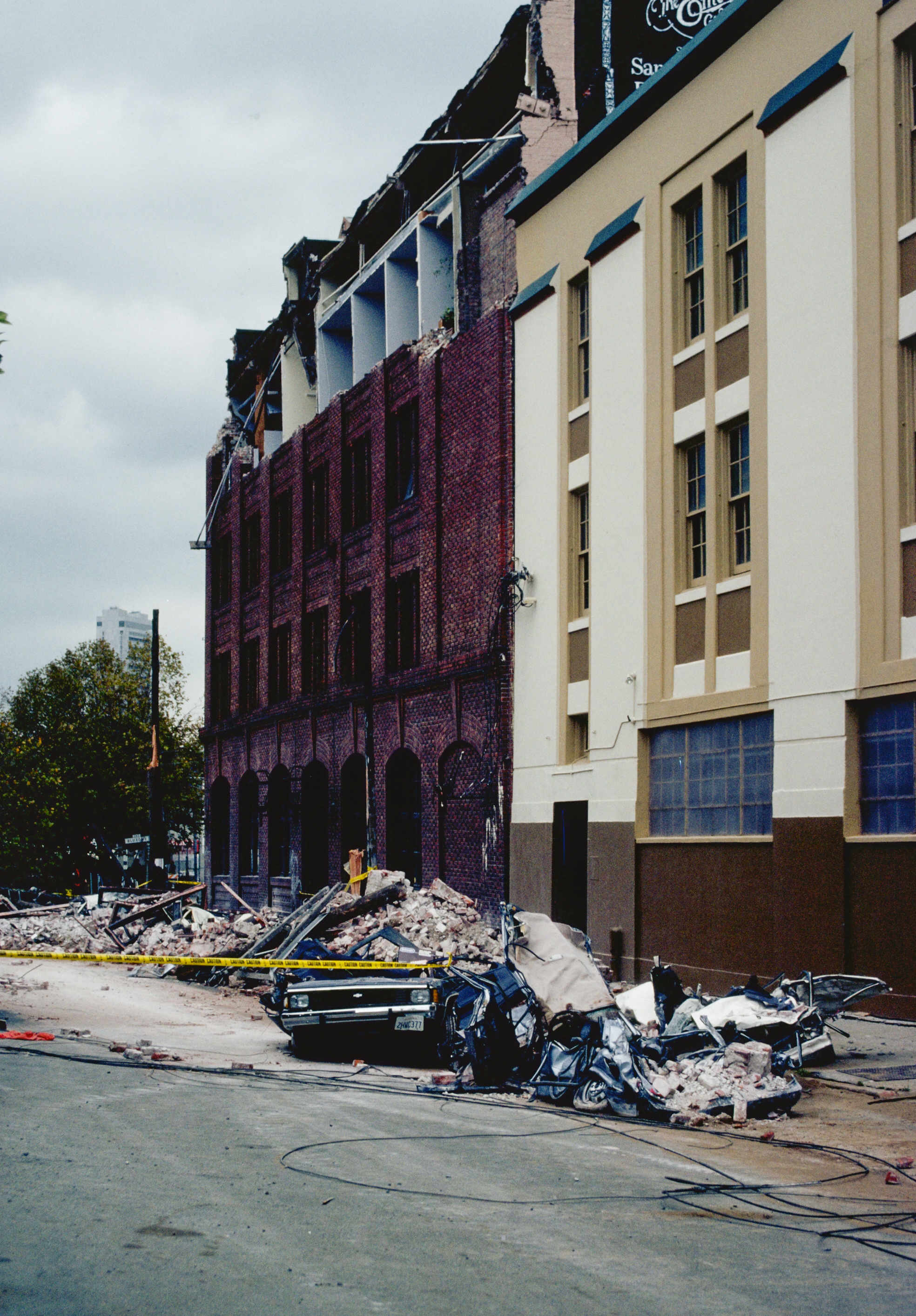
Cinco personas murieron al caer sobre la calle una fachada de mampostería de un edificio, en San Francisco

El terremoto causó severos daños en lugares muy específicos en el área de la bahía, sobre todo en suelos inestables en San Francisco y en Oakland. El ayuntamiento de Oakland fue evacuado después del terremoto hasta 1995, fecha en que se completaron los trabajos de modernización sísmica y reducción de riesgos por $80 millones de dólares (equivalentes a $198 millones de dólares actuales). Muchas otras comunidades sufrieron graves daños a lo largo de la región localizada en los condados de Alameda, San Mateo, Santa Clara, San Benito, Santa Cruz, y Monterrey. Los daños más importantes en el Marina District de San Francisco (a 97 km del epicentro) se debieron a la licuefacción del suelo utilizado para crear terrenos frente al mar. Otros efectos incluyeron volcanes de arena, deslizamientos de tierra, y rupturas del suelo. Cerca de 12 000 hogares y 2600 negocios resultaron dañados.
En Santa Cruz, cerca del epicentro, se derrumbaron 40 edificios, matando a seis personas. En el paseo marítimo de la playa de Santa Cruz, el edificio Plunge sufrió daños importantes. El efecto de licuefacción también causó daños en el área de Watsonville. Por ejemplo, se formaron volcanes de arena en un campo cercano a Pájaro, así como también en un campo de fresas. Un edificio de ventas de Ford, en Watsonville, sufrió daños significativos y agrietamientos en la fachada principal. Muchos hogares con problemas en sus cimentaciones fueron desalojados. Hubo daños en los puentes gemelos que cruzaban Struve Slough, cerca de Watsonville. En Moss Landing, la licuefacción destruyó la calzada de acceso a la carretera de Moss Beach que pasaba por una cuenca tidal; dañó el acceso y el estribo del puente que unía al cordón litoral de Moss Landing con el continente, y dañó un camino pavimentado en Paul's Island. El casco histórico de la ciudad de Salinas, varios edificios de mampostería no reforzada sufrieron daños parciales.
Después del terremoto, se estimó que 1.4 millones de personas se quedaron sin energía eléctrica debido a los daños en las subestaciones eléctricas. Muchas estaciones de radio y televisión de San Francisco quedaron fuera del aire de manera temporal.
La energía eléctrica fue restablecida en la mayor parte de San Francisco para la media noche, sin embargo unas 12 000 personas continuaron sin electricidad por 2 días más.
El terremoto causó daños materiales por un estimado de seis mil millones de dólares (equivalentes a $15,000 millones de dólares actuales) convirtiéndose en uno de los desastres naturales más caros en la historia de los Estados Unidos. Las donaciones privadas de destinaron a las tareas de ayuda, y el 26 de octubre, el presidente George H. W. Bush autorizó un paquete de ayuda por $1,100 millones de dólares para California.

### Marina District

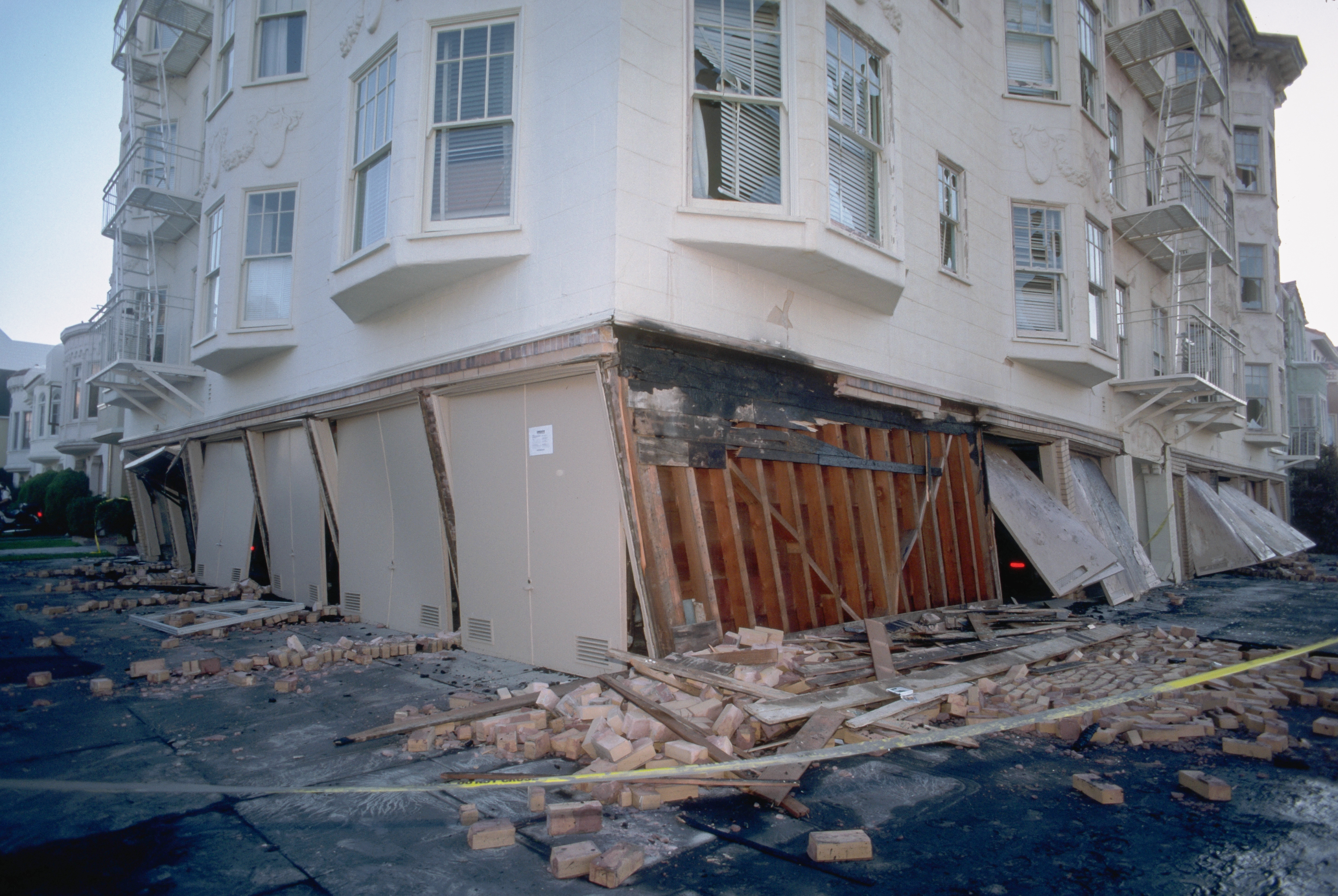
Un edificio del Marina District colapsado sobre los soportes de su estacionamiento

Cuatro personas fallecieron en el Marina District de San Francisco, cuatro edificios fueron destruidos por incendios, y siete edificios se derrumbaron. Otras sesenta y tres estructuras dañadas fueron consideradas demasiado peligrosas como para volver a ser habitadas.
El Marina District fue construido en un aterramiento hecho de una mezcla de arena, tierra, escombros, desechos, y otros materiales que contenían un alto porcentaje de agua subterránea. Parte del relleno eran escombros arrojados a la bahía de San Francisco después del terremoto de 1906, pero la mayor parte era arena y cascajo depositados en preparación para la Exposición Universal de San Francisco, que buscaba celebrar la capacidad de la ciudad por recuperarse después de la catástrofe de 1906. Después de la exposición, fueron construidos edificios de departamentos en el aterramiento. En el terremoto de 1989, el lodo, la arena y los escombros no consolidados sufrieron de licuefacción, y las ondas de choque verticales del terremoto ondularon el suelo con mayor gravedad.
En San Francisco, la ruptura de una tubería principal de gas natural en la intersección de las calles Beach y Divisadero provocó un incendio estructural importante. El departamento de bomberos de San Francisco requirió la ayuda de civiles para que ayudaran a pasar las mangueras contra incendios a distancia, ya que el sistema de hidrantes más cercano había fallado. Ya que la bahía se encontraba a tan solo dos cuadras de los edificios en llamas, un barco contraincendios bombeó agua de la bahía hacia los camiones de bomberos en la costa, y desde ahí se roció sobre el fuego. Las estructuras de departamentos que colapsaron, eran construcciones antiguas con estacionamientos en la planta baja, a los que los ingenieros se refieren como edificios de piso blando.

### Condados de Santa Cruz y Monterrey
Durante los primeros días después del terremoto, la mayoría de los residentes del condado de Santa Cruz se quedaron sin energía eléctrica, y en algunas zonas no había agua. El servicio telefónico permaneció en línea de manera limitada, proporcionando un vínculo crucial para los rescatistas. Se organizaron amplias operaciones de búsqueda para localizar posibles víctimas entre los escombros de las estructuras colapsadas. Al menos seis equipos con binomios caninos trabajaron en la identificación de un gran número de edificios dañados en los que no había víctimas.
El terremoto cobró la vida de una persona en Watsonville; un conductor que colisionó con caballos despavoridos después de que escaparon de su corral colapsado. En otras localidades de los condados de Santa Cruz y Monterrey, como en Boulder Creek y Moss Landing, varias estructuras resultaron dañadas, y algunas se desprendieron de sus cimientos. Muchos residentes durmieron fuera de sus hogares por el temor de más daños por las réplicas, de las cuales hubo cincuenta y una con magnitudes mayores a 3.0 después de las primeras 24 horas, y dieciséis más pasadas 48 horas. El terremoto dañó carios edificios históricos en el casco antiguo de Salinas, de los cuales algunos debieron ser demolidos.
Los daños al puente ferroviario del río Salinas y las reparaciones posteriores provocaron una reducción en el tráfico del ramal de Monterrey, lo que contribuyó a la interrupción de servicios ferroviarios en el poniente del condado de Monterrey. 